# Ellen Braumüller
Ellen Braumüller   (Berlín, 24 de desembre de 1910 - Berlín, 10 d'agost de 1991) va ser una atleta alemanya que va competir durant la dècada de 1930. Era germana de la també atleta Inge Braumüller.
El 1932 va prendre part en els Jocs Olímpics de Los Angeles, on va disputar quatre proves del programa d'atletisme. Va guanyar la medalla de plata en la prova del llançament de javelina, mentre en els 4x100 metres relleus fou sisena, en el llançament de disc vuitena i en el salt d'alçada desena.
En el seu palmarès també destaca una medalla d'or en triatló als Jocs mundials femenins de 1930 i sis campionats nacionals.

## Millors marques
- 100 metres. 13.1" (1931)
- Salt d'alçada. 1,41 metres (1932)
- Llançament de disc. 40,26 metres (1937)
- Llançament de pes. 12,82 metres (1931)
- Llançament de javelina. 44,64 metres (1932)[1][2]